# Sant Gervasi metróállomás
Sant Gervasi egyike a Spanyolországban található barcelonai metró metróállomásainak.

## Metróvonalak
Az állomást az alábbi metróvonalak érintik:

## Kapcsolódó állomások
Az állomáshoz az alábbi állomások vannak a legközelebb:
- Gràcia (6-os metróvonal)
- Muntaner (Sarrià, 6-os metróvonal)